# Pseudoanthidium arenosum
Pseudoanthidium arenosum är en biart som först beskrevs av Warncke 1982.  Pseudoanthidium arenosum ingår i släktet Pseudoanthidium och familjen buksamlarbin. Inga underarter finns listade i Catalogue of Life.